# اچ‌ام‌اس ال۵۵
اچ‌ام‌اس ال۵۵ (به انگلیسی: HMS L55) یک زیردریایی بود که طول آن ۲۳۰ فوت ۶ اینچ (۷۰٫۲۶ متر) بود. این زیردریایی در سال ۱۹۱۸ ساخته شد.